# Bradley Barcola
Bradley Barcola (ur. 2 września 2002 w Villeurbanne) – francuski piłkarz pochodzenia togijskiego, występujący na pozycji napastnika we francuskim klubie Paris Saint-Germain oraz w reprezentacji Francji. Półfinalista Mistrzostw Europy 2024. Wychowanek Olympique Lyon.

## Statystyki

### Klubowe
Na podstawie:
| Klub                     | Sezonów | Liga                   | Liga  | Liga   | Puchar krajowy | Puchar krajowy | Kontynentalne | Kontynentalne | Suma  | Suma   |
| Klub                     | Sezonów | Liga                   | Mecze | Bramki | Mecze          | Bramki         | Mecze         | Bramki        | Mecze | Bramki |
| ------------------------ | ------- | ---------------------- | ----- | ------ | -------------- | -------------- | ------------- | ------------- | ----- | ------ |
| Olympique Lyon B         | 3       | Championnat National 2 | 22    | 5      | 0              | 0              | –             | –             | 22    | 5      |
| Olympique Lyon           | 3       | Ligue 1                | 40    | 5      | 5              | 2              | 2             | 0             | 47    | 7      |
| Paris Saint-Germain F.C. | 1       | Ligue 1                | 8     | 2      | 0              | 0              | 2             | 0             | 10    | 2      |
|                          | Łącznie | Łącznie                | 70    | 12     | 5              | 2              | 4             | 0             | 76    | 14     |

## Kariera reprezentacyjna
Bradley Barcola zadebiutował 5 czerwca 2024 w wygranym 3:0 towarzyskim meczu przeciw reprezentacji Luksemburga rozgrywanym w Metz. W debiucie miał asystę przy golu Kyliana Mbappé.

## Sukcesy

### Paris Saint-Germain
- Mistrzostwo Francji: 2023/2024
- Superpuchar Francji: 2023/2024[3]